# 圣列伊圣吉尔教堂

圣列伊圣吉尔教堂（Église Saint-Leu-Saint-Gilles）是法国巴黎的一座罗马天主教教堂，位于第一区圣但尼路（Rue Saint-Denis）。

## 历史
该教堂的起源可以追溯到1235年，在1320年，1611年，1727年和1780年进行过几次重大的改建。
最后，当开辟塞瓦斯托波尔大道时，在后殿的三个小圣堂被摧毁。
自1928年，圣列伊圣吉尔教堂成为法国圣墓骑士团的l'église capitulaire。